# 阪神牝馬ステークス
阪神牝馬ステークス（はんしんひんばステークス）は、日本中央競馬会（JRA）が阪神競馬場で施行する中央競馬の重賞競走（GII）である。競馬番組表での名称は「サンケイスポーツ杯 阪神牝馬ステークス（サンケイスポーツはい はんしんひんばステークス）」と表記している。
「サンケイスポーツ」は、産業経済新聞社が発行するスポーツ紙。同社より寄贈賞の提供を受けている。
正賞はサンケイスポーツ賞。

## 概要
4歳（現3歳）以上の牝馬による「阪神牝馬特別（はんしんひんばとくべつ）」の名称で1958年に創設された重賞競走で、2001年より現名称に変更された。創設以来12月の施行が定着していたが、2006年より4月に変更。同年に新設されたヴィクトリアマイルの前哨戦として位置づけられ、4歳以上の牝馬限定戦となった。
1984年のグレード制導入に伴いGIIIに格付けされ、牝馬重賞路線が整備された1994年よりGIIに格上げ。
施行距離は創設当初1800mだったが、幾度かの変更を経て1968年から2000m、1996年から1600m、2006年から1400mに変更されたが、2016年より距離が1600mに延長された。
1994年より外国産馬が出走可能になり、1996年からは地方競馬所属馬も出走可能になった。施行時期が4月に変更された2006年より、外国馬も出走可能な国際競走に指定された。

### 競走条件
以下の内容は、2025年現在のもの。
出走資格：サラ系4歳以上牝馬
- JRA所属馬
- 地方競馬所属馬（後述）
- 外国調教馬（優先出走）

負担重量：別定
- 54kg
  - 2024年4月6日以降のGI競走1着馬2kg増、GII競走1着馬1kg増
  - 2024年4月5日以前のGI競走1着馬1kg増（2歳時の成績を除く）

ヴィクトリアマイルのステップ競走に指定されており、地方競馬所属馬はヴィクトリアマイルの出走候補馬（3頭まで）に優先出走が認められている。また、地方競馬所属馬は本競走で2着以内の成績を収めた馬にヴィクトリアマイルの優先出走権が与えられる。

### 賞金
2024年の1着賞金は5500万円で、以下2着2200万円、3着1400万円、4着830万円、5着550万円。

## 歴史
- 1958年 - 4歳以上牝馬限定の重賞競走として「阪神牝馬特別」の名称で創設。阪神競馬場の芝1800m、ハンデキャップで施行[4]。
- 1970年 - 名称を「サンケイスポーツ杯 阪神牝馬特別」に変更。
- 1984年 - グレード制施行によりGIII[注 1]に格付け[5]。
- 1994年
  - GII[注 1]に格上げ[5]。
  - 混合競走に指定、外国産馬が出走可能になる[5]。
- 1996年 - 特別指定交流競走に指定され、地方競馬所属馬が2頭まで出走可能となる[5]。
- 2001年
  - 馬齢表記を国際基準へ変更したのに伴い、競走条件を「3歳以上牝馬」に変更[5]。
  - 名称を「サンケイスポーツ杯 阪神牝馬ステークス」に変更[4]。
- 2006年
  - 競走条件を「4歳以上牝馬」に変更。
  - 国際競走に指定され、外国調教馬が5頭まで出走可能となる[6]。
  - 指定交流競走に変更され地方所属馬の出走枠が3頭に拡大、JRAに認定されていない地方所属馬にも門戸が開かれる[6]。
- 2007年 - 日本のパートI国昇格に伴い、外国調教馬の出走枠が9頭に拡大[9]。
- 2014年 - この年より、本競走の1着馬にヴィクトリアマイルの優先出走権を付与[10]。
- 2019年 - 「ウオッカ追悼競走」の副称を付けて施行[11]。
- 2020年 - COVID-19の感染拡大防止のため「無観客競馬」として実施[12]。

### 歴代優勝馬
優勝馬の馬齢は、2000年以前も現行表記に揃えている。
競走名は第43回まで「阪神牝馬特別」、第44回以降は「阪神牝馬ステークス」。
| 回数   | 施行日         | 競馬場 | 距離  | 優勝馬             | 性齢 | タイム | 優勝騎手   | 管理調教師 | 馬主                           |
| ------ | -------------- | ------ | ----- | ------------------ | ---- | ------ | ---------- | ---------- | ------------------------------ |
| 第1回  | 1958年12月14日 | 阪神   | 1800m | シユンメ           | 牝3  | 1:52.3 | 大根田裕也 | 松田由太郎 | 三好貞夫                       |
| 第2回  | 1959年12月13日 | 阪神   | 1800m | ミヤジリユウ       | 牝3  | 1:51.0 | 松永善晴   | 夏村辰男   | 曽我薫                         |
| 第3回  | 1960年12月11日 | 阪神   | 1800m | クインオンワード   | 牝3  | 1:48.9 | 栗田勝     | 武田文吾   | 樫山（株）                     |
| 第4回  | 1961年12月24日 | 阪神   | 1800m | キユーピツト       | 牝4  | 1:52.6 | 栗田勝     | 武田文吾   | 永田玉枝                       |
| 第5回  | 1962年12月23日 | 阪神   | 1800m | ヨシシオ           | 牝3  | 1:54.5 | 松永高徳   | 坂口正二   | 田島政雄                       |
| 第6回  | 1963年12月8日  | 阪神   | 1800m | タイツバキ         | 牝3  | 1:52.8 | 武邦彦     | 武平三     | 中山芳雄                       |
| 第7回  | 1964年12月27日 | 阪神   | 1800m | マスワカ           | 牝3  | 1:52.2 | 清水久雄   | 増本勇     | 増本孝一                       |
| 第8回  | 1965年12月26日 | 阪神   | 1850m | シードラゴン       | 牝3  | 1:55.6 | 武邦彦     | 武平三     | 金田煕明                       |
| 第9回  | 1966年12月25日 | 阪神   | 1900m | ミスコウライ       | 牝3  | 1:58.4 | 清田十一   | 高橋直三   | 高田政治                       |
| 第10回 | 1967年12月24日 | 阪神   | 1900m | ワカシオ           | 牝3  | 1:57.9 | 戌亥信昭   | 戌亥信義   | 福島広吉                       |
| 第11回 | 1968年12月22日 | 阪神   | 2000m | ファインローズ     | 牝3  | 2:07.8 | 簗田善則   | 坪重兵衛   | 吉田久博                       |
| 第12回 | 1969年12月21日 | 阪神   | 2000m | リキリュウシンゲキ | 牝3  | 2:03.5 | 山本正司   | 伊藤修司   | 斎藤卯助                       |
| 第13回 | 1970年12月20日 | 阪神   | 2000m | シンスター         | 牝3  | 2:06.1 | 領家政蔵   | 田中好雄   | 林清三郎                       |
| 第14回 | 1971年12月19日 | 阪神   | 2000m | タイヨウコトブキ   | 牝3  | 2:02.0 | 高橋隆     | 大久保石松 | 浅野忠男                       |
| 第15回 | 1972年12月17日 | 阪神   | 2000m | カツヤヨイ         | 牝4  | 2:04.5 | 目野哲也   | 内藤繁春   | 高岡義太郎                     |
| 第16回 | 1973年12月16日 | 阪神   | 2000m | ケイリュウシンゲキ | 牝3  | 2:02.5 | 吉永良人   | 伊藤修司   | 龍進撃（有）                   |
| 第17回 | 1974年12月15日 | 阪神   | 2000m | ラッキーオイチ     | 牝3  | 2:01.6 | 久保一秋   | 吉永猛     | 三野道夫                       |
| 第18回 | 1975年12月14日 | 阪神   | 2000m | グリーンファイト   | 牝3  | 2:02.4 | 吉岡八郎   | 坂口正二   | 佐々木剛                       |
| 第19回 | 1976年12月19日 | 阪神   | 2000m | メジロジゾウ       | 牝6  | 2:03.0 | 久保敏文   | 浅見国一   | メジロ商事（株）               |
| 第20回 | 1977年12月18日 | 阪神   | 2000m | インターグロリア   | 牝3  | 2:02.1 | 福永洋一   | 柳田次男   | 松岡正雄                       |
| 第21回 | 1978年12月17日 | 阪神   | 2000m | ウラカワチェリー   | 牝6  | 2:02.3 | 桜井誠二   | 栗田勝     | （有）谷川牧場                 |
| 第22回 | 1979年12月16日 | 阪神   | 2000m | シルクスキー       | 牝3  | 2:01.0 | 飯田明弘   | 伊藤修司   | 中山信一                       |
| 第23回 | 1980年12月14日 | 京都   | 2000m | タマモコトブキ     | 牝3  | 2:01.1 | 田島良保   | 吉永猛     | 三野道夫                       |
| 第24回 | 1981年12月13日 | 阪神   | 2000m | タニノテスコ       | 牝6  | 2:00.3 | 小野幸治   | 小林稔     | 谷水雄三                       |
| 第25回 | 1982年12月19日 | 阪神   | 2000m | ミスラディカル     | 牝3  | 2:05.5 | 音無秀孝   | 田中良平   | 小田切有一                     |
| 第26回 | 1983年12月18日 | 阪神   | 2000m | カルストンテスコ   | 牝5  | 2:01.6 | 岩元市三   | 湯浅三郎   | 清水貞光                       |
| 第27回 | 1984年12月23日 | 阪神   | 2000m | キクノペガサス     | 牝3  | 2:01.1 | 南井克巳   | 宇田明彦   | 佐々木秋芳                     |
| 第28回 | 1985年12月22日 | 阪神   | 2000m | グローバルダイナ   | 牝5  | 2:01.1 | 南井克巳   | 宇田明彦   | （有）社台レースホース         |
| 第29回 | 1986年12月21日 | 阪神   | 2000m | ポットテスコレディ | 牝3  | 2:02.4 | 松永昌博   | 松永善晴   | （有）ポット牧場               |
| 第30回 | 1987年12月27日 | 阪神   | 2000m | シヨノリーガル     | 牝4  | 2:00.3 | 武豊       | 庄野穂積   | 庄野昭彦                       |
| 第31回 | 1988年12月25日 | 阪神   | 2000m | リキアイノーザン   | 牝3  | 2:02.0 | 本田優     | 清水出美   | 高山幸雄                       |
| 第32回 | 1989年12月24日 | 阪神   | 2000m | ルイジアナピット   | 牝4  | 2:01.7 | 塩村克己   | 中村好夫   | 大島秀元                       |
| 第33回 | 1990年12月16日 | 京都   | 2000m | メインキャスター   | 牝4  | 2:00.2 | 南井克巳   | 宇田明彦   | （有）社台レースホース         |
| 第34回 | 1991年12月15日 | 阪神   | 2000m | マチノコマチ       | 牝3  | 2:03.7 | 小池隆生   | 佐藤勇     | 町塚昭                         |
| 第35回 | 1992年12月20日 | 阪神   | 2000m | ユーセイフェアリー | 牝5  | 2:06.2 | 千田輝彦   | 日迫良一   | （有）アサヒクラブ             |
| 第36回 | 1993年12月19日 | 阪神   | 2000m | ノースフライト     | 牝3  | 2:02.8 | 武豊       | 加藤敬二   | （有）大北牧場                 |
| 第37回 | 1994年12月18日 | 阪神   | 2000m | メモリージャスパー | 牝3  | 2:00.6 | 角田晃一   | 渡辺栄     | （株）シンザンクラブ           |
| 第38回 | 1995年12月17日 | 阪神   | 2000m | サマニベッピン     | 牝5  | 2:00.3 | 土肥幸広   | 加藤敬二   | （有）関澤産業                 |
| 第39回 | 1996年12月15日 | 阪神   | 1600m | ヒシナタリー       | 牝3  | 1:35.1 | 河内洋     | 佐山優     | 阿部雅一郎                     |
| 第40回 | 1997年12月14日 | 阪神   | 1600m | エアウイングス     | 牝3  | 1:34.5 | 武幸四郎   | 渡辺栄     | （株）ラッキーフィールド       |
| 第41回 | 1998年12月20日 | 阪神   | 1600m | エガオヲミセテ     | 牝3  | 1:34.7 | 高橋亮     | 音無秀孝   | 小田切有一                     |
| 第42回 | 1999年12月19日 | 阪神   | 1600m | ハイフレンドコード | 牝4  | 1:33.6 | 熊沢重文   | 中島敏文   | 髙橋顕輔                       |
| 第43回 | 2000年12月17日 | 阪神   | 1600m | トゥザヴィクトリー | 牝4  | 1:33.8 | 四位洋文   | 池江泰郎   | 金子真人                       |
| 第44回 | 2001年12月16日 | 阪神   | 1600m | エアトゥーレ       | 牝4  | 1:33.5 | M.デムーロ | 森秀行     | （株）ラッキーフィールド       |
| 第45回 | 2002年12月15日 | 阪神   | 1600m | ダイヤモンドビコー | 牝4  | 1:33.2 | O.ペリエ   | 藤沢和雄   | 大迫忍                         |
| 第46回 | 2003年12月21日 | 阪神   | 1600m | ファインモーション | 牝4  | 1:33.4 | 武豊       | 伊藤雄二   | 伏木田達男                     |
| 第47回 | 2004年12月19日 | 阪神   | 1600m | ヘヴンリーロマンス | 牝4  | 1:34.0 | 松永幹夫   | 山本正司   | （有）ノースヒルズマネジメント |
| 第48回 | 2005年12月18日 | 阪神   | 1600m | アドマイヤグルーヴ | 牝5  | 1:34.5 | 武豊       | 橋田満     | 近藤利一                       |
| 第49回 | 2006年4月8日   | 阪神   | 1400m | ラインクラフト     | 牝4  | 1:21.2 | 福永祐一   | 瀬戸口勉   | 大澤繁昌                       |
| 第50回 | 2007年4月7日   | 阪神   | 1400m | ジョリーダンス     | 牝6  | 1:20.7 | 藤田伸二   | 堀宣行     | 小林薫                         |
| 第51回 | 2008年4月12日  | 阪神   | 1400m | エイジアンウインズ | 牝4  | 1:21.4 | 鮫島良太   | 藤原英昭   | 太田美實                       |
| 第52回 | 2009年4月11日  | 阪神   | 1400m | ジョリーダンス     | 牝8  | 1:21.4 | 四位洋文   | 堀宣行     | 小林薫                         |
| 第53回 | 2010年4月10日  | 阪神   | 1400m | アイアムカミノマゴ | 牝4  | 1:20.2 | 秋山真一郎 | 長浜博之   | 堀紘一                         |
| 第54回 | 2011年4月9日   | 阪神   | 1400m | カレンチャン       | 牝4  | 1:20.4 | 池添謙一   | 安田隆行   | 鈴木隆司                       |
| 第55回 | 2012年4月7日   | 阪神   | 1400m | クィーンズバーン   | 牝4  | 1:21.9 | 藤岡佑介   | 浅見秀一   | 林正道                         |
| 第56回 | 2013年4月6日   | 阪神   | 1400m | サウンドオブハート | 牝4  | 1:21.4 | 池添謙一   | 松山康久   | （有）ターフ・スポート         |
| 第57回 | 2014年4月12日  | 阪神   | 1400m | スマートレイアー   | 牝4  | 1:20.3 | 武豊       | 大久保龍志 | 大川徹                         |
| 第58回 | 2015年4月11日  | 阪神   | 1400m | カフェブリリアント | 牝5  | 1:21.1 | 福永祐一   | 堀宣行     | 西川光一                       |
| 第59回 | 2016年4月9日   | 阪神   | 1600m | スマートレイアー   | 牝6  | 1:33.1 | M.デムーロ | 大久保龍志 | 大川徹                         |
| 第60回 | 2017年4月8日   | 阪神   | 1600m | ミッキークイーン   | 牝5  | 1:34.3 | 浜中俊     | 池江泰寿   | 野田みづき                     |
| 第61回 | 2018年4月7日   | 阪神   | 1600m | ミスパンテール     | 牝4  | 1:34.8 | 横山典弘   | 昆貢       | 寺田千代乃                     |
| 第62回 | 2019年4月6日   | 阪神   | 1600m | ミッキーチャーム   | 牝4  | 1:33.6 | 川田将雅   | 中内田充正 | 野田みづき                     |
| 第63回 | 2020年4月11日  | 阪神   | 1600m | サウンドキアラ     | 牝5  | 1:32.9 | 松山弘平   | 安達昭夫   | 増田雄一                       |
| 第64回 | 2021年4月10日  | 阪神   | 1600m | デゼル             | 牝4  | 1:32.0 | 川田将雅   | 友道康夫   | （有）社台レースホース         |
| 第65回 | 2022年4月9日   | 阪神   | 1600m | メイショウミモザ   | 牝5  | 1:32.8 | 鮫島克駿   | 池添兼雄   | 松本好雄                       |
| 第66回 | 2023年4月8日   | 阪神   | 1600m | サウンドビバーチェ | 牝4  | 1:33.9 | 浜中俊     | 高柳大輔   | 増田雄一                       |
| 第67回 | 2024年4月6日   | 阪神   | 1600m | マスクトディーヴァ | 牝4  | 1:33.0 | J.モレイラ | 辻野泰之   | （有）社台レースホース         |
| 第68回 | 2025年4月12日  | 阪神   | 1600m | サフィラ           | 牝4  | 1:32.8 | 松山弘平   | 池添学     | （有）シルクレーシング         |